# Carmichaelia arenaria
Carmichaelia arenaria är en ärtväxtart som beskrevs av George Simpson. Carmichaelia arenaria ingår i släktet Carmichaelia och familjen ärtväxter. Inga underarter finns listade i Catalogue of Life.